# John Pius Boland
John Mary Pius Boland (Dublino, 16 settembre 1870 – Londra, 17 marzo 1958) è stato un tennista e politico britannico e il primo campione olimpico di tennis.

## Biografia
Figlio di un ricco mercante, si interessò al tennis alla Catholic University di Dublino e all'Edgbaston Oratory di Birmingham. Da Dublino si spostò alla London University e poi dal febbraio 1895 al Christ Church College di Oxford, dove continuò a dedicarsi al tennis e al cricket.
Ad Oxford studiava mitologia greca quando apprese da un manifesto pubblicato all'Università che si stavano preparando le Olimpiadi ad Atene e offrì il suo aiuto all'autore del manifesto, il greco Thrasyvoalos Manaos, per pubblicizzare la notizia.
Si recò ad Atene per assistere ai Giochi olimpici come spettatore come aveva promesso al suo amico Manaos, che nel frattempo era diventato anche segretario del comitato organizzativo di Atene 1896. Questi, conoscendo la sua bravura nel gioco del tennis in gare amichevoli, lo inserì nella competizione riservata a questa disciplina. Non essendosi organizzato gareggiò all'inizio con scarpe di cuoio, e dovette acquistare sul posto il materiale necessario.
Dopo aver vinto il tabellone di singolare non avrebbe mai pensato di prendere parte a torneo di doppio e la sua partecipazione ad esso fu ancor più casuale ed avvenne su richiesta del tedesco Frederich Traun, suo avversario nel primo turno del singolo, che gli chiese di gareggiare in sostituzione del compagno di squadra che si era ammalato.
Al ritorno in patria si sposò e visse a Londra. Divenne membro del Camera dei Comuni britannica, eletto nel collegio del Kerry del sud dal 1900 al 1918; durante il periodo del suo incarico al Parlamento di Westminster fu anche Chief Whip per il Partito Parlamentare Irlandese. Fu un ardente sostenitore dell'indipendenza dell'Irlanda e della diffusione della lingua irlandese. Fu anche impegnato ad avviare l'Università Nazionale di Irlanda.

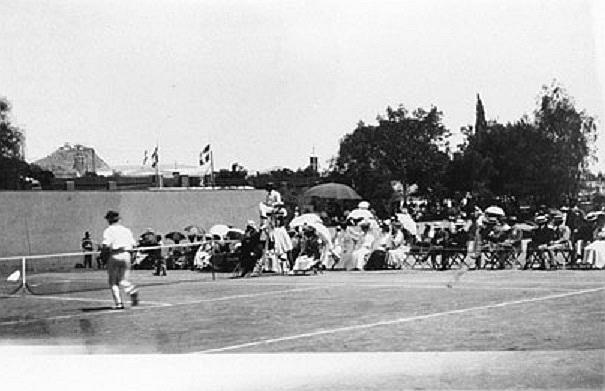
Atene, Lawn Tennis Club: Match tra John Boland e Dionysios Kasdaglis

Anche sua figlia Honor entrò in politica come Mrs Crowley e l'altra figlia fu l'autrice dell'acclamatissimo pezzo: "The prisoner".
Si ritirò dalla politica dopo essere stato sconfitto alle elezioni da un candidato dello Sinn Féin, nel 1918. Nel 1926 divenne segretario della Società della verità cattolica, incarico che resse fino al 1947.
Fu anche scrittore di saggi come "A Day In Parliament" dove accennò appena alle sue vittorie ai Giochi olimpici ritenendole più frutto di fortuna che di bravura.
Alla fine del 1995 sono giunti agli uffici della Commissione Olimpica Britannica i suoi diari che includevano anche le note dell'Olimpiade del 1896. I diari sono stati inviati anonimi e da colui che li aveva comprati direttamente da Boland parecchi anni fa. Ora sono custoditi al Museo delle Olimpiadi di Losanna.
Per molti anni non vi fu dubbio a considerare Boland come rappresentante della Gran Bretagna, ma dopo le ricerche degli storici Ernest Bland, Ferene Maze e David Guine, ora viene rivendicata la sua natura di rappresentante dell'Irlanda. Nonostante ciò la gran parte dei medaglieri lo considera ancora un atleta britannico.